# Plaża Sword
Plaża „Sword” – kryptonim jednego z pięciu miejsc lądowania wojsk alianckich w północnej Francji 6 czerwca 1944. 
Odcinek plaży rozciągał się na długości ok. 8 km pomiędzy miejscowościami Ouistreham i Saint-Aubin-sur-Mer. Miejsce inwazji podzielone było na cztery sektory: „Oboe”, „Peter”, „Queen” i „Roger”.
Zadanie opanowania plaży otrzymała brytyjska 3 Dywizja Piechoty pod dowództwem gen. Thomasa Renniego w sile 28 845 żołnierzy wchodząca w skład brytyjskiej 2 Armii gen. Milesa Dempseya. Niemiecką obronę stanowiła 716 Dywizja Piechoty dowodzona przez gen. Wilhelma Richtera. 
Głównym celem natarcia było uchwycenie przyczółka na plaży i opanowanie, odległego o 15 km, miasta Caen.

## Bitwa
Inwazję rozpoczęto o godz. 7:25, koncentrując się w sektorach „Queen” i „Roger”. Niemiecki opór był stosunkowo słaby. W ciągu 45 minut opanowano rejon plaży i rozpoczęto atak w głąb lądu. Nie zdołano, w bezpośrednim natarciu, nawiązać kontaktu z jednostkami kanadyjskimi walczącymi na plaży Juno.
Ok. godz. 16:00 niemiecka 21 Dywizja Pancerna zdołała przeprowadzić kontratak, odrzucając nacierających od Caen. W późnych godzinach wieczornych kontratak został odparty. Niemcy stracili 54 z 98 czołgów. Do końca dnia cała dywizja znalazła się na lądzie, tracąc 630 ludzi. Wobec rosnącego oporu Niemców, jednostki brytyjskie zatrzymały się w odległości 6 km od Caen. Następnego dnia rozpoczęła się operacja Perch.